# Jelena Tomašević

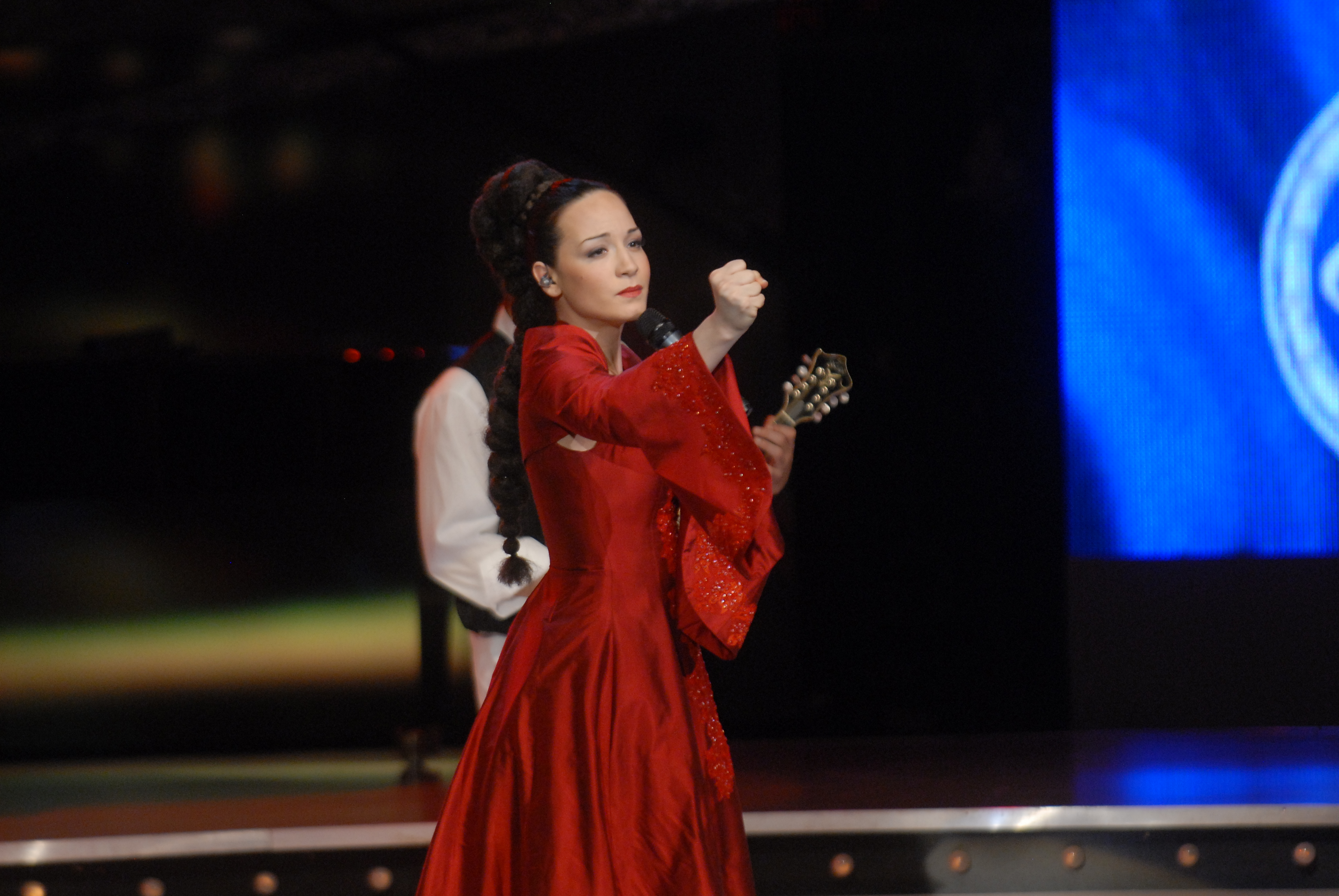
Jelena Tomašević, 2008.

Jelena Tomašević (serbisk kyrilliska: Јелена Томашевић, född 1 november 1983 i Kragujevac, Serbien) är en serbisk sångerska som representerade Serbien i Eurovision Song Contest 2008 i Belgrad med låten "Oro". Låten är skriven av Željko Joksimović och Dejan Ivanović. Hon hade tidigare deltagit i den nationella uttagningen till Eurovision Song Contest både år 2004 och 2005. Med sig på scen 2008 hade hon flöjtisten Bora Dugić.
Som liten vann hon flera musiktävlingar och talangjakter, bl.a. Jugoslaviska barnfestivalen 1994. Hon har även deltagit i internationella musikfestivaler i Tjeckien, Vitryssland och Bulgarien.
Hon gick ut det matematiska gymnasiet 2002 och planerade att ta examen i engelska språket och engelsk litteratur vid Kragujevacs universitet 2009. Studierna har hon för tillfället lagt åt sidan för att koncentrera sig på sångkarriären.

## Diskografi

### Album
- oktober 2007 - Panta Rei

### Singlar
- 2004 - Kad ne bude tvoje ljubavi
- 2005 - Jutro
- 2006 - Nema koga
- 2008 - Oro
- 2008 - Košava
- 2008 - Okeani
- 2008 - Nikola Tesla
- 2009 - Time to Pray
- 2009 - Gde da odem da te ne volim